# Albin Eines
Albin Konrad Eines (* 1886 in Trondheim; † 1947 in Oslo) war ein norwegischer Zeitungsredakteur und Politiker.

## Frühe Karriere
Eines studierte zunächst Typografie und Buchbinderei in Schweden, wo er sich die Sozialistenbewegung Zeth Höglunds anschloss. Nach dem Arbeiterstreik 1909 zog er zurück nach Norwegen. Er nahm an der Gewerkschaftsopposition 1911 teil und war ein Mitglied des Norges Socialdemokratiske Ungdomsforbund („Der sozialdemokratische Jugendverein Norwegens“). Für einige Zeit war er Vize-Chef des Jugendvereins, aber verließ den Verein 1921, da er sich zu alt fühlte. 1911 wurde er Mitherausgeber der Zeitung Klassekampen. Später arbeitete er als Journalist in den Zeitungen Vest-Finmarkens Arbeiderblad, Folkets Dagblad und Østfold Dagblad. Er redigierte Folkets Dagblad (ging vor 1921 unter dem Namen Nybrott) zwischen 1919 und 1922. Journalist Ingjald Nordstad folgte ihm als Herausgeber von Folkets Dagblad.

## Kommunistische Aktivität
Im Jahre 1923 trat Eines die Kommunistische Partei bei. Für eine kurze Weile gab er die kommunistische Zeitung Ny Tid heraus. Beim fünften Weltkongress der kommunistischen Internationale war er ein Delegierter. Im Frühjahr 1927 wurde Eines Herausgeber der Norges Kommunistblad, die offizielle Zeitung der kommunistischen Partei. Wegen Untersuchungshaft war er jedoch im Sommer 1927 abwesend von der Zeitung. Im Herbst 1927 fing er wieder an Norges Kommunistblad zu redigieren, ehe Christian Hilt ihm als Herausgeber folgte.

## Wende nach rechts
Im Neujahr 1927–1928 verließ er die kommunistische Partei. Schon im Jahre 1928 fing er an, bei der konservativen Zeitung Tidens Tegn als Journalist zu arbeiten. Ab 1940 arbeitete er bei der faschistischen Zeitung Fritt Folk. Später wurde er auch Mitglied der faschistischen Partei Nasjonal Samling (NS). Während des Zweiten Weltkrieges arbeitete er als Herausgeber der Zeitung Norsk Arbeidsliv, die sich im Besitz Landsorganisasjonen i Norges befand.
Im gerichtlichen Vergleich in Norwegen nach dem Zweiten Weltkrieg wurde Eines wegen Verrats zu vier Jahren Gefängnis verurteilt. Er starb im Gefängnis 1947.